# Michelle Fridman Hirsch
Michelle Fridman Hirsch (n. Ciudad de México, México; 16 de febrero de 1982) es una funcionaria pública, música y literata mexicana. Se ha destacado en el sector turístico por su liderazgo en la promoción y desarrollo del turismo en México. Fue titular de la Secretaría de Fomento Turístico de Yucatán (SEFOTUR) de 2018 a 2024, durante el gobierno de Mauricio Vila Dosal. Actualmente, ocupa el cargo de secretaria de Turismo de Jalisco (SECTUR) en el gobierno de Pablo Lemus Navarro.

## Trayectoria

### Inicios en la Industria Musical
Comenzó su carrera en la industria musical trabajando en disqueras independientes. En 2006, se unió a Putumayo World Music, una reconocida compañía discográfica con sede en Nueva York. En esta empresa, desempeñó el cargo de Directora de Relaciones Públicas y Marketing para Latinoamérica. Su trabajo en Putumayo World Music no solo enriqueció su experiencia en comunicación, sino que también le permitió explorar el potencial del turismo cultural, un área que ha integrado en sus estrategias desde entonces.

### Fundación de Eme Media Com
En 2008, Fridman Hirsch fundó Eme Media Com, una agencia de relaciones públicas enfocada en la promoción de proyectos turísticos, que ha trabajado con más de 30 destinos nacionales e internacionales, incluyendo San Miguel de Allende, Nuevo León, Baja California, Guanajuato, Michoacán, Veracruz, Colombia y Perú, entre otros. Con el tiempo, la agencia logró expandirse y establecer presencia en ciudades como San Antonio, Nueva York, Madrid, Chicago, Miami, Quito y Bogotá. A pesar de los desafíos económicos y políticos de 2009, logró mantenerse y crecer, enfocándose en mejorar la imagen y percepción de los destinos turísticos, consolidándose como una de las empresas de relaciones públicas especializadas en turismo con mayor reconocimiento en el sector.

### SEFOTUR Yucatán (2018-24)
Fridman Hirsch fue designada como Secretaria de Fomento Turístico del Gobierno del Estado de Yucatán por el Gobernador Mauricio Vila Dosal, ejerciendo el cargo desde el 1 de octubre de 2018 hasta el 30 de septiembre de 2024. Durante su gestión, implementó estrategias que transformaron significativamente el sector turístico del estado. Su administración se caracterizó por un enfoque innovador y una colaboración estrecha con el sector privado, lo que permitió un crecimiento sostenido en la actividad turística. Uno de sus principales logros fue el incremento en la derrama económica por turismo, que creció en un 82% durante su gestión, impactando positivamente la economía local y generando nuevas oportunidades de empleo en el sector.
El desarrollo hotelero también tuvo un crecimiento significativo, con un aumento superior al 30% en el número de establecimientos hoteleros, lo que amplió la oferta de habitaciones disponibles para los visitantes. A la par, se implementaron campañas de promoción turística a nivel nacional e internacional, destacando la riqueza cultural, gastronómica y natural del estado, atrayendo así un mayor flujo de turistas.
Fridman fomentó la colaboración entre el sector público y privado para fortalecer la infraestructura y servicios turísticos. Su estrategia incluyó la diversificación de productos turísticos, promoviendo el turismo cultural, gastronómico y de naturaleza, lo que ayudó a consolidar a Yucatán como un destino integral y competitivo en el mercado internacional. Bajo su gestión, Yucatán obtuvo más de 86 premios y reconocimientos por su oferta turística, lo que reafirmó su posición como un referente dentro de la industria en México.
A pesar de estos logros, la administración de Fridman también estuvo marcada por diversas polémicas. Algunos empresarios turísticos expresaron críticas sobre el manejo de fondos y señalaron problemas de gestión. Sin embargo, su liderazgo y estrategias innovadoras fueron ampliamente reconocidos a nivel nacional, destacando su capacidad para posicionar a Yucatán como uno de los destinos turísticos más atractivos y en constante crecimiento dentro del país.

### SECTUR Jalisco (2024-act.)
Michelle Fridman Hirsch asumió el cargo de Secretaria de Turismo del Estado de Jalisco en 2024, tras la toma de protesta del gobernador Pablo Lemus Navarro. Con más de 18 años de experiencia en el sector turístico, ha desempeñado un papel en la gestión del turismo en México. Su administración se ha enfocado en la implementación de estrategias relacionadas con la sostenibilidad y la inclusión dentro de la industria turística del estado.
Desde su nombramiento, ha presentado un plan de acción para fortalecer el turismo en Jalisco. Entre los ejes principales de su estrategia se encuentran la promoción de un ecosistema turístico descentralizado y con un enfoque en la conservación del patrimonio natural y cultural. Además, ha propuesto medidas de seguridad turística para mejorar la experiencia de los visitantes nacionales e internacionales.
Otro de los aspectos de su administración es el uso de datos mediante un Centro de Inteligencia Turística, con el fin de diseñar y evaluar estrategias con base en información recopilada. También ha promovido inversiones en infraestructura turística y la proyección de Jalisco como un destino de interés para inversores.
Dentro de su estrategia de desarrollo de destinos, ha promovido la atracción de turistas a Puerto Vallarta y la Costa Alegre, así como el fortalecimiento del programa de Pueblos Mágicos, con un presupuesto destinado a mejorar la infraestructura y promoción de estos sitios.
El sector empresarial ha expresado diversas opiniones respecto a su gestión, destacando tanto expectativas como retos a enfrentar. Entre los desafíos de su administración se encuentra la consolidación de Jalisco como un centro turístico dentro de México, considerando la relevancia de los aeropuertos de Guadalajara y Puerto Vallarta. Su administración también enfrenta el reto de equilibrar el crecimiento del turismo con la sostenibilidad y el impacto en las comunidades locales.